# Meital Dohan

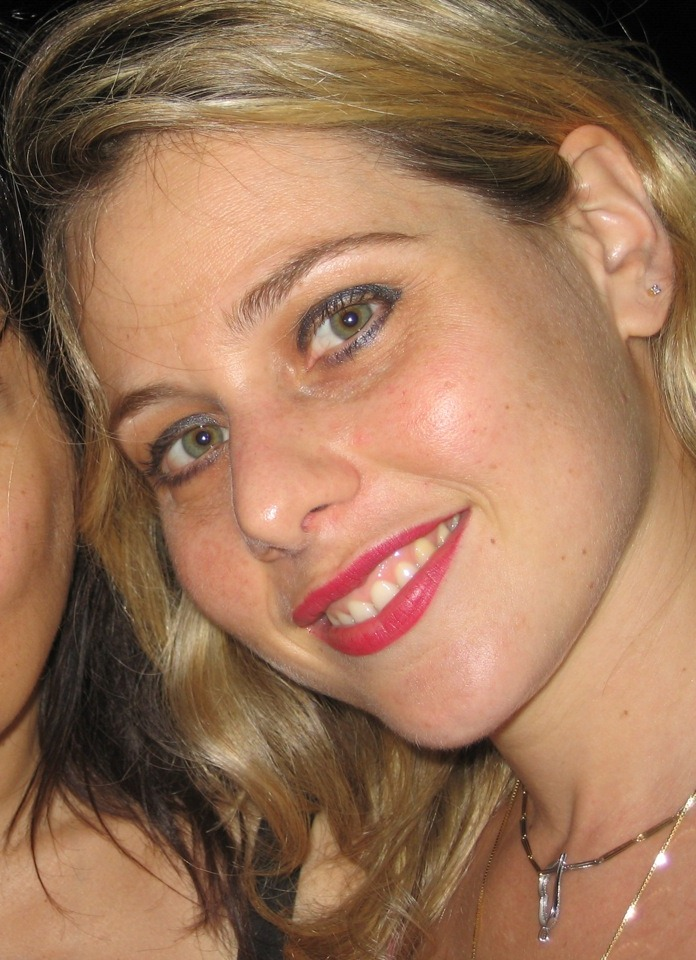
Meital Dohan

Meital Dohan (hebräisch מיטל דוהן, * 24. August 1979 in Raʿanana, Israel) ist eine israelische Schauspielerin und Sängerin.

## Leben und Karriere
Meital Dohan wuchs in einem Dorf im Zentrum Israels auf. Bereits als Jugendliche begann sie, Theater zu spielen, aus reinem Spaß an der Sache, wie sie in einem Interview sagte: „Acting first came as a hobby; that was pure fun and nothing besides fun“. Später besuchte sie die Nissan Nativ, eine der renommiertesten Schauspielschulen Israels. Schon während ihrer Schulzeit wirkte sie in verschiedenen Theater- und Fernsehproduktionen mit. 
Im Jahr 2000 wurde sie zur vielversprechendsten Nachwuchsschauspielerin Israels für ihre Performance im Stück Best Friends gewählt. 
Bekannt wurde sie 2006 durch einen Auftritt in einer Episode der Sopranos und einer Nebenrolle als Yael Hoffman in Weeds.
Im Jahr 2011 erschien ihre Single Yummy. 2012 folgte On Ya, das in Zusammenarbeit mit dem Sänger Sean Kingston entstand.

## Diskografie

### Singles (Auswahl)
- 2011: Yummy Boyz
- 2012: Yummy
- 2012: On Ya (mit Sean Kingston)
- 2013: Give Us Back Love